# يوجين لانغ
يوجين لانغ (بالإنجليزية: Eugene Lang)‏ هو شخصية أعمال أمريكي، ولد في 16 مارس 1919، وتوفي في 8 أبريل 2017.